# Edgars Bertuks
Edgars Bertuks, född 1 januari 1985, är en lettisk orienterare som tog guld på medeldistans vid VM 2012 .